# Oakland (Nova Jérsei)
Oakland é um distrito (borough) localizado no estado norte-americano de Nova Jérsei, no Condado de Bergen.

## Demografia
Segundo o censo americano de 2010, a sua população era de 12754 habitantes. 
Em 2011, foi estimada uma população de 12836, um aumento de 82 (0,6%).

## Geografia
De acordo com o United States Census Bureau tem uma área de 22,6 km², dos quais 20,7 km² cobertos por terra e 0,7 km² cobertos por água. Oakland localiza-se a aproximadamente 72 m acima do nível do mar.